# Allocnemis abbotti
Allocnemis abbotti – gatunek ważki z rodziny pióronogowatych (Platycnemididae). Występuje w Afryce Wschodniej, w Kenii i Tanzanii.